# Akciójáték
Az akciójáték (angolul: action game) egy videójáték-műfaj, amely a fizikai kihívásokat hangsúlyozza, főként a reakcióidőt és szem-kéz koordinációt igényel. A műfajba beletartoznak a lövöldözős játék, verekedős játék, platformjáték, online többjátékos csatamező és a valós idejű stratégiai játék műfajok is. Az akciójátékokban általában a játékos egy karaktert irányít, akivel akadályokat kerül ki, tárgyakat gyűjt és ellenségeket öl. Az ellenség és a játékos karaktere is életerővel rendelkezik, de ha a játékosnak kifogy az életereje és több élete sincs, akkor véget ér a játék. A játékos akkor győz, ha az adott szintet vagy pályát befejezi. Nem feltétlenül van vége a játéknak, a minél nagyobb pontszám elérése is lehet a cél. Híres lövöldözős akciójáték a Space Invaders, a platformerek közül pedig a Donkey Kong.

## Alműfajok
- Beat 'em up
- Verekedős játék
- Platformjáték
- Ritmusjáték
- Lövöldözős játék
- Labirintusjáték